# Шобер, Готлиб
Шобер, Готлиб (нем. Schober Gottlieb) — лейб-медик при Петре Великом, Archiater et Academiae Naturae Curiosorum Germanicae collega.

## Биография
Родился в Лейпциге около 1670 г., там же изучал первоначально медицину, а затем переехал в Голландию и в 1696 г. в Утрехте получил степень доктора медицины после защиты диссертации «О холере». Шобер занялся частной практикой в Любеке, а в 1699 г. поступил на шведскую службу. На пути в Лифляндию он в Нарве познакомился и близко сошелся с доктором Донеллем, бывшим впоследствии лейб-медиком в России. Местом службы Шобер был назначен г. Ревель. В 1706 г. Шобер вернулся в Саксонию и в качестве вольнопрактикующего врача жил в Дрездене, затем в Лейпциге. Здесь в 1707 г. он издал «Pharmacopaea portabilis». После смерти лейб-медика Донелля в 1711 г. он обратился к канцлеру графу Головкину с письменной просьбой о назначении его на место умершего; что ответил Головкин, неизвестно, но когда Пётр в следующем году приехал в Карлсбад, он назначил Шобера лейб-медиком. В 1713 г. Шобер приехал в Петербург и был сперва назначен врачом к великой княжне Наталии Алексеевне, а затем инспектором Московской Придворной аптеки и ординарным медиком при Медицинской канцелярии. В 1717 г. ему было поручено исследовать горячие минеральные источники y p. Терки, Самарской губернии и уезда, недалеко от которых он нашел еще несколько минеральных же, но холодных ключей. На обратном пути у пригорода Сергиевска, на p. Соке, он открыл богатые залежи серы, для разработки которых Пётр немедленно же устроил завод.
Полномочия Шобера на повсеместную разведку целебных водных источников подлежали документальному подтверждению со стороны Сената, дабы доктору не чинилось никаких препятствий на всем пути его следования.
«... велите Доктору Шуберту искать в Нашем Государстве (а особливо в таких местах, где есть железные руды) ключевых вод, которыми можно пользоваться от болезней...»
Шобер дал обстоятельное исследование источников, названных им «источниками св. Петра», признал в них целебные свойства для излечения многих болезней, особенно венерических; кроме данных, касающихся непосредственной цели его путешествия, он собрал весьма ценные сведения по ботанике, этнографии и географии осмотренных местностей. Источники эти Петр Великий посетил перед Персидским походом и пользовался ими в 1722 г. По возвращении в Москву Шобер занял прежние должности и сверх того был назначен штатным физиком с окладом в 730 руб. В 1722 г. в Московской и Нижегородской губернии открылась эпидемия, результаты исследования которой Шобер изложил в «Dissertatia medica de seminibus et secalis corruptis». В 1732 г. Шобер отказался от должности инспектора аптеки и через канцлера Головкина был назначен лейб-медиком к грузинскому царю Вахтангу, проживавшему в то время в Москве. В 1738 г. в Белгородском наместничестве началась какая-то эпидемия; Шобер получил приказание ехать туда для исследований, но вследствие подагры не мог этого сделать, почему принужден был оставить службу. Умер он в Москве 3 ноября 1739 г. Список трудов его приведен в словаре «Recke und Napiersky».